# Transito di Deimos da Marte

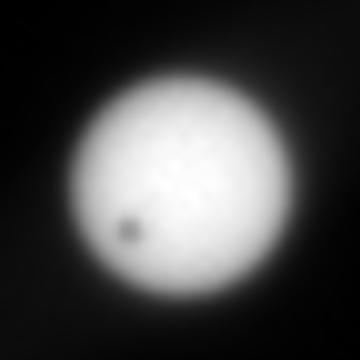
Deimos transita il Sole, visto dal rover marziano Opportunity il 4 marzo 2004

Un transito di Deimos da Marte avviene quando il satellite naturale di Marte passa davanti al Sole se osservato da un punto su Marte. Durante il transito Deimos oscura una piccola porzione del disco solare e il satellite appare come un piccolo disco scuro che si muove rapidamente sulla faccia del Sole.
L'evento può anche essere definito una parziale occultazione oppure, in modo impreciso, una parziale eclissi. Tuttavia, dato che il diametro angolare di Deimos è circa un decimo di quello del Sole, è più corretto definirlo transito.

Nonostante la vicinanza a Marte, il diametro angolare di Deimos visto dal pianeta è solamente 2,5 volte quello di Venere visto dalla Terra durante un suo transito.
Un transito di Deimos da Marte dura al massimo 2 minuti, a causa della sua velocità orbitale relativamente elevata.
Le ombre proiettate sulla superficie di Marte dai satelliti Fobos e Deimos hanno una variazione stagionale in latitudine, causata dalle orbite equatoriali con bassa inclinazione dei due corpi. In ogni punto della superficie del pianeta, durante un anno marziano vi sono due intervalli temporali in cui le ombre di Fobos o Deimos passano attraverso quella latitudine. Durante ognuno di questi intervalli di tempo, da quella posizione geografica possono essere osservati al massimo un transito di Deimos, mentre i transiti di Fobos sono una mezza dozzina.
Dato che Deimos orbita molto vicino a Marte, non può essere visto a nord di 82,7°N o a sud di 82,7°S; è evidente che da tali latitudini non è nemmeno possibile osservare transiti.

## Transiti visti dairovermarziani
Il 4 marzo 2004 il rover Opportunity ha fotografato un transito di Deimos; il 13 marzo 2004 anche il rover Spirit ne ha fotografato uno.

Nella tabella qui sotto la prima riga indica l'ora terrestre nel formato UTC, la seconda riga mostra l'ora marziana locale.
|                   |                   |                   |                   |
| 03:03:43 10:28:17 | 03:03:53 10:28:27 | 03:04:03 10:28:36 | 03:04:13 10:28:46 |

|                   |                   |                   |                   |                   |                   |                   |                   |
| 00:04:27 13:54:11 | 00:04:37 13:54:20 | 00:04:47 13:54:30 | 00:04:57 13:54:40 | 00:05:07 13:54:50 | 00:05:17 13:54:59 | 00:05:27 13:55:09 | 00:05:37 13:55:19 |

|          |          |          |          |          |          |          |          |          |          |          |
| 15:58:19 | 15:58:29 | 15:58:39 | 15:58:49 | 15:58:59 | 15:59:09 | 15:59:19 | 15:59:29 | 15:59:39 | 15:59:49 | 15:59:59 |